# MARPOL Annexe I
 (janvier 2015).
L'annexe I de la MARPOL (de MARine POLlution : pollution marine) définit les règles pour la prévention de la pollution par hydrocarbures.

## Histoire
L'Annexe I est entrée en vigueur en octobre 1983. Elle concerne la prévention de la pollution par hydrocarbures et par rejets accidentels.
- 1992 : amendement "double coque".
- 2001 : révision de l'amendement 1992 ;
- 2003 : révision de l'amendement 1992 ;

## Description
Amendement 1992 : la double coque est obligatoire pour les nouveaux navires pétroliers, et un planning est défini pour les navires en service.